# Julius Raab
Julius Raab, född 29 november 1891 i St Pölten, Österrike, död 8 januari 1964 i Wien, var en österrikisk politiker. 1953–1961 var han Österrikes förbundskansler.

## Biografi
Efter militärtjänst 1914–1918 under första världskriget, studerade Julius Raab vid Wiens teknologiska institut, där han tog examen 1925. 1927–1934 var han invald i Österrikes parlament för Christlichsoziale Partei. Han utnämndes till handels- och transportminister den 15 februari 1938, men avsattes strax därefter av nazisterna vid Anschluss.
Vid slutet av andra världskriget deltog han i bildandet av det konservativa folkpartiet (ÖVP), över vars parlamentsgrupp han var ordförande 1945–1953 samt var partiordförande 1951–1960. Österrike var som en följd av Moskvadeklarationen från 1943 ockuperat av segrarmakterna sedan 1945 men landet hade självstyre om än inte självständighet.
1953 valdes Raab till förbundskansler som Leopold Figls efterträdare, och kvarblev på den posten till 1961. Figl tillträdde som hans utrikesminister. ÖVP och socialdemokratiska partiet (SPÖ) bildade under en period om över 20 år koalitionsregeringar, varför både Adolf Schärf och Bruno Kreisky ingick i Raabs regering. Som förbundskansler vann Raab internationellt erkännande för att ha stabiliserat landets ekonomi och politiska situation. I hur hög grad Raab bidragit till Österrikes ekonomiska rekordtillväxt på 1960-talet är en tvistefråga, men allmänt erkänns att Raabs försonande inverkan på arbetsmarknaden spelat en avgörande roll. Det var Raab som skapade den form av samarbetsdemokrati och inkomstpolitik som gestaltades i den paritetiska kommissionen. Framför allt har dock Raabs namn kommit att förknippas med framförhandlingen om Österrikes självständighet, och det statstraktat, Det österrikiska statsfördraget (Staatsvertrag betreffend die Wiederherstellung eines unabhängigen und demokratischen Österreich), som undertecknades den 15 maj 1955, vilket gjorde Österrike till en självständig stat efter ockupationen. Under Raab blev Österrike 1955 medlem av Förenta nationerna. Den 4 januari 1960 deltog Raab i egenskap av företrädare för Österrike, i bildandet av Europeiska frihandelssammanslutningen (EFTA).
Raab avgick som förbundskansler den 17 april 1961, och efterträddes av Alfons Gorbach. 1962 ställde han upp i presidentvalet som kandidat, men fick se sig besegrad av Adolf Schärf. Raab avled ett drygt år därefter i Wien.